# شهرستان مینله
شهرستان مینله (به لاتین: Minle County) یک منطقهٔ مسکونی در چین است که در ژانگی واقع شده‌است.